# Iglesia de San Antonio de Padua (Almería)
La iglesia de San Antonio de Padua es un templo católico de mediados del siglo XX y situado en Almería (Comunidad Autónoma de Andalucía, España).

## Historia y descripción
La iglesia se encuadra dentro del amplio proyecto del nuevo barrio de Ciudad Jardín diseñado por el arquitecto almeriense Guillermo Langle entre 1940 y 1947. El proyecto estaba conformado por viviendas, edificio de correos, casa de socorro, mercado, grupo escolar y esta iglesia, dedicada a San Antonio de Padua (patrón desde entonces del barrio) y dotada de casa rectoral. Su estilo se caracteriza por un equilibrado y sobrio historicismo. La iglesia alberga una imagen de su santo patrón y es sede canónica de la Ilustre Cofradía de Nuestro Padre Jesús Nazareno y María Santísima de la Amargura, que procesiona durante la Semana Santa de la capital.